# Montfort (Doubs)
Pour les articles homonymes, voir Montfort.
Montfort est une ancienne commune française située dans le département du Doubs en région Bourgogne-Franche-Comté.
Le 1er janvier 2017, elle fusionne avec Pointvillers pour former la commune nouvelle de Le Val.

## Toponymie
Montfort en 1247 ; Monfort en 1260 ; Montfort depuis 1345.

## Histoire
Un château protégeait une voie allant jusqu'à l'abbaye de Buillon. Dans le cadre d'un échange de domaines, le duc de Bourgogne avait cédé, en1237, le fief de Montfort à Jean de Chalon. Apparaît, à la fin du XIVe siècle, la famille de Montfort, dont le premier du nom aurait été Thierry de Montfort, et dont le dernier, Guillaume, mourut en 1530 sans postérité. Sa sœur apporta la seigneurie à Charles de Taillant.
De la seigneurie (devenue baronnie vers 1584) dépendaient 2 vassaux : celui de Châtillon sur Lizon et celui de Cléron. Le seigneur de Montfort n'exploitait directement qu'une faible partie de ses fiefs. Outre les 2 vassaux, il disposait de plusieurs tenanciers.

Le château actuel et l’église, construits sur une colline, dominent de quelques dizaines de mètres les maisons du village. De la forteresse féodale, qui occupait le site, ne demeure que le pan d'une tour polygonale. L’église date du début du XIXe siècle. Un lavoir a été construit en 1866.

## Politique et administration

### Liste des maires
| Période                                  | Période       | Identité      | Étiquette | Qualité    |
| ---------------------------------------- | ------------- | ------------- | --------- | ---------- |
| Les données manquantes sont à compléter. |               |               |           |            |
| avant 1995                               | 2014          | Bernard Moyne |           |            |
| mars 2014                                | décembre 2016 | Jean-Luc Sage | SE        | Professeur |

## Population et société

### Démographie
L'évolution du nombre d'habitants est connue à travers les recensements de la population effectués dans la commune depuis 1793. À partir du 1er janvier 2009, les populations légales des communes sont publiées annuellement dans le cadre d'un recensement qui repose désormais sur une collecte d'information annuelle, concernant successivement tous les territoires communaux au cours d'une période de cinq ans. 
Pour les communes de moins de 10 000 habitants, une enquête de recensement portant sur toute la population est réalisée tous les cinq ans, les populations légales des années intermédiaires étant quant à elles estimées par interpolation ou extrapolation. Pour la commune, le premier recensement exhaustif entrant dans le cadre du nouveau dispositif a été réalisé en 2005,.
En 2014, la commune comptait 95 habitants, en évolution de +5,56 % par rapport à 2009 (Doubs : +2,04 %, France hors Mayotte : +2,49 %).
| 1793 | 1800 | 1806 | 1821 | 1831 | 1836 | 1841 | 1846 | 1851 |
| ---- | ---- | ---- | ---- | ---- | ---- | ---- | ---- | ---- |
| 172  | 177  | 181  | 194  | 183  | 211  | 185  | 164  | 169  |

| 1856 | 1861 | 1866 | 1872 | 1876 | 1881 | 1886 | 1891 | 1896 |
| ---- | ---- | ---- | ---- | ---- | ---- | ---- | ---- | ---- |
| 158  | 148  | 143  | 125  | 123  | 128  | 118  | 138  | 131  |

| 1901 | 1906 | 1911 | 1921 | 1926 | 1931 | 1936 | 1946 | 1954 |
| ---- | ---- | ---- | ---- | ---- | ---- | ---- | ---- | ---- |
| 102  | 115  | 104  | 127  | 103  | 114  | 94   | 90   | 110  |

| 1962 | 1968 | 1975 | 1982 | 1990 | 1999 | 2005 | 2010 | 2014 |
| ---- | ---- | ---- | ---- | ---- | ---- | ---- | ---- | ---- |
| 105  | 85   | 77   | 92   | 92   | 91   | 87   | 90   | 95   |

## Culture locale et patrimoine

### Lieux et monuments
- Lavoir : construit en 1866, couvert en 1890.
- Église Saint-Martin : construite au milieu du XIXe siècle. Située dans le diocèse de Besançon, elle est desservie par l'Unité Pastorale Calixte II de Quingey. Le curé est le père Pierre Bergé.